# Dąb jaworowy
Dąb jaworowy – dąb szypułkowy położony w Polsce, w województwie pomorskim, w powiecie słupskim, w gminie Dębnica Kaszubska, w obrębie ewidencyjnym Budowo, około 500 m na zachód od zabudowań wsi Jawory, na Wysoczyźnie Polanowskiej. Został ustanowiony pomnikiem przyrody Uchwałą nr XV/79/2008 Rady Gminy Dębnica Kaszubska z dnia 14 lutego 2008 r. w sprawie ustanowienia pomników przyrody. W roku objęcia ochroną wiek drzewa szacowano na około 200 lat. Mierzy około 32 m wysokości i 4,7 m obwodu. Znajduje się na gruntach Nadleśnictwa Łupawa, leśnictwa Kotowo, w otulinie Parku Krajobrazowego „Dolina Słupi”.